# Tico Torres
Héctor Samuel Juan Torres, més conegut com a Tico Torres   (Manhattan, 7 d'octubre de 1953), és un músic estatunidenc d'origen cubà. És el carismàtic bateria i el més veterà de la banda nord-americana Bon Jovi. A part de ser bateria, també és pintor i pilot. Destaca pel fet de tenir molta facilitat per tocar diferents estils i molt de ritme, i en totes les cançons del grup Bon Jovi la bateria té un paper important com són "Livin' on Prayer", "Bad Medicine" i gairebé a totes les cançons d'aquest notable grup de rock. Tot i començar tocant la guitarra als quinze anys va veure clar que la seva veritable vocació en la bateria. El seu primer grup seriós es deia The Hullabaloo i era de Nova Jersey. Ja de jove era un músic amb una gran facilitat per assimilar tots els estils, de manera que tant va passar per una infinitat de grups tocant de tot, des de jazz, rythm & blues, country o rock & roll. En 1983 va ingressar al seu actual grup Bon Jovi, actualment és un grup de música actiu el 2010 ha tret un disc totalment nou "We weren't Born to Follow".

## Discografia amb Bon Jovi
| Primera etapa (1984-1988)                |      |                                      |
| Bon Jovi                                 | 1984 | Àlbum d'estudi                       |
| 7800º Fahrenheit                         | 1985 | Àlbum d'estudi                       |
| Slippery When Wet                        | 1986 | Àlbum d'estudi                       |
| New Jersey                               | 1988 | Àlbum d'estudi                       |
| Segona etapa (1992-1995)                 |      |                                      |
| Keep The Faith                           | 1992 | Àlbum d'estudi                       |
| Crossroad                                | 1994 | Recopilatori de "grans èxits"        |
| These Days                               | 1995 | Àlbum d'estudi                       |
| Tercera etapa (2000-actualitat)          |      |                                      |
| Crush                                    | 2000 | Àlbum d'estudi                       |
| One Wild Night Live 1985-2001            | 2001 | Recopilatori en viu                  |
| Bounce                                   | 2002 | Àlbum d'estudi                       |
| This Left Feels Right                    | 2003 | Recopilatori de cançons versionades. |
| 100,000,000 Bon Jovi Fans Can't Be Wrong | 2004 | Box Set amb 50 cançons inèdites      |
| Have A Nice Day                          | 2005 | Àlbum d'estudi                       |
| Lost Highway                             | 2007 | Àlbum d'estudi                       |
| The Circle                               | 2009 | Àlbum d'estudi                       |
| Greatest Hits II                         | 2010 | Recopilatori de "grans èxits II"     |